# Orto-K
Orto-K (en: orthokeratology) är ett system med nattlinser för att temporärt, med hjälp av speciella kontaktlinser, omforma ögats hornhinna i syfte att förändra ögats optiska brytkraft. Hornhinnan är den klara hinnan som sitter längst fram på ögat.

## Vad är en Orto-K lins
En Orto-K lins är en stabil kontaktlins som man bär på nätterna medan man sover. Under natten plattar linsen ut hornhinnan, dels med hjälp av tryck från ögonlocket och dels med hjälp av undertryck skapat av tårvätskan som samlas mellan linsen och hornhinnan. På morgonen kan man ta av linser och ser då klart. 

## Så här fungerar det
Orto-K fungerar hittills endast för att kompensera närsynthet och astigmatism i kombination med närsynthet. Översynthet kan ännu inte korrigeras.
Då detta är en reversibel förändring behöver man använda linsen varje eller i vissa fall varannan natt för att bibehålla en god synskärpa. Slutar man använda linserna är man helt återställd efter ca 2 veckor. Det tar även ca 2 veckor att få fullgod effekt av linserna. Oftast ser man bra redan efter några dagar men det fortsätter att bli ytterligare lite bättre under en tid framöver. Man kan korrigera upp till -4,5 D närsynthet och astigmatism motsvarande halva värdet av den närsynthet patienten har.

## Risker
Orto-K är en medicinskt välbeprovad metod och har funnit sedan 1950-talet. Dock har goda möjligheter att förutsäga behandlingsresultatet och att följa upp behandlingen inte funnits förrän de senaste 10 åren. Riskerna med att bära dessa linser är inte större än att bära vanliga mjuka endagslinser.

## Vem passar Orto-K för
Orto-K passar för personer som av någon anledning inte trivs med vanliga linser. Det kan vara torrhet i ögonen, skitig arbetsmiljö eller att de håller på med någon sport där linserna blir utpetade, till exempel brottning. Det är även ett utmärkt val för ungdomar som börjar bli närsynta, då Orto-K är det enda korrigeringsalternativet som har kliniskt bevisad effekt på närsynthetsutvecklingen.